# Benno Kuipers
Benno Gerrit Valentijn Kuipers (Ede, 6 maart 1974) nam als zwemmer deel aan twee Olympische Spelen: in 1996 (Atlanta) en in 2000 (Sydney). Bij dat laatste toernooi stelde de specialist op de schoolslag teleur met de 23ste tijd in de series van de 200 school. Dat bleek bij nader inzien deels een gevolg van een longaandoening, waarvoor Kuipers later tot tweemaal toe een operatie onderging.
Kuipers, lid van zwemvereniging DWK uit Barneveld, stond lange tijd in de schaduw van Ron Dekker, geruime tijd Nederlands beste zwemmer op de klassieke schoolslag. Maar in 1994, bij de winterkampioenschappen (kortebaan) in Amersfoort, versloeg de 'leerling' de 'meester', en plaatste Kuipers zich voor de Europese kampioenschappen van 1995 in Wenen. Daar maakte hij zijn internationale debuut.
Kuipers beste individuele prestaties waren een vierde plaats bij de Europese kampioenschappen in Sevilla (1997) en een zesde plaats bij de Wereldkampioenschappen in Perth (1998), en dat was beide keren op de 200 meter schoolslag. In Istanboel, bij de EK 1999, drong de achttienvoudig Nederlands kampioen door tot de finale van de 100 meter schoolslag.
Nadien werd Kuipers loopbaan vooral gekenmerkt door fysieke tegenslag. Hij beëindigde zijn actieve topsportcarrière in het voorjaar van 2002, toen hij zich niet wist te plaatsen voor de Europese kampioenschappen langebaan in Berlijn van dat jaar. Niet veel later trad hij in dienst bij Topzwemmen Amsterdam, alwaar hij bijna drie jaar fungeerde als assistent van hoofdcoach Fedor Hes.